# Cordès (comarca)
El Cordès (Cordés en occità) és un Parçan o comarca d'Occitània situada al Llenguadoc.
La seva vila principal és Còrdas.
Segons la proposta de divisió territorial d'Occitània del diari Jornalet, basada en l'obra de Frederic Zégierman Le Guide des pays de France, el Cordès estaria ubicat a la regió del Llenguadoc, subregió de l'Albigès.
Oficialment, els municipis del Cordès i de tot l'Albigès estan ubicats en el departament francès del Tarn.